# آرون مک کی
آرون مک کی (انگلیسی: Aaron McKie؛ زادهٔ ۲ اکتبر ۱۹۷۲) بازیکن بسکتبال اهل ایالات متحده آمریکا است.
از باشگاه‌هایی که در آن بازی کرده‌است می‌توان به فیلادلفیا سونتی‌سیکسرز، پورتلند تریل بلیزرز، دیترویت پیستونز، و لس آنجلس لیکرز اشاره کرد.